# Goczalkowice reservoiret
Goczałkowice reservoiret (polsk: Jezioro Goczałkowickie eller Zbiornik Goczałkowicki) blev skabt i 1956 efter en opdæmning af  Wisła i Goczałkowice-Zdrój. Den tjener i øjeblikket som else, et lokalt rekreativt område og leverer drikkevand til det øvre Schlesiske industriområde.

Ved opførelsen blev det meste af landsbyen Zarzecze oversvømmet, inklusive byens centrum med kirken.
- Reservoir – udsigt fra dæmningen
- Promenade